# Доба тюльпанів

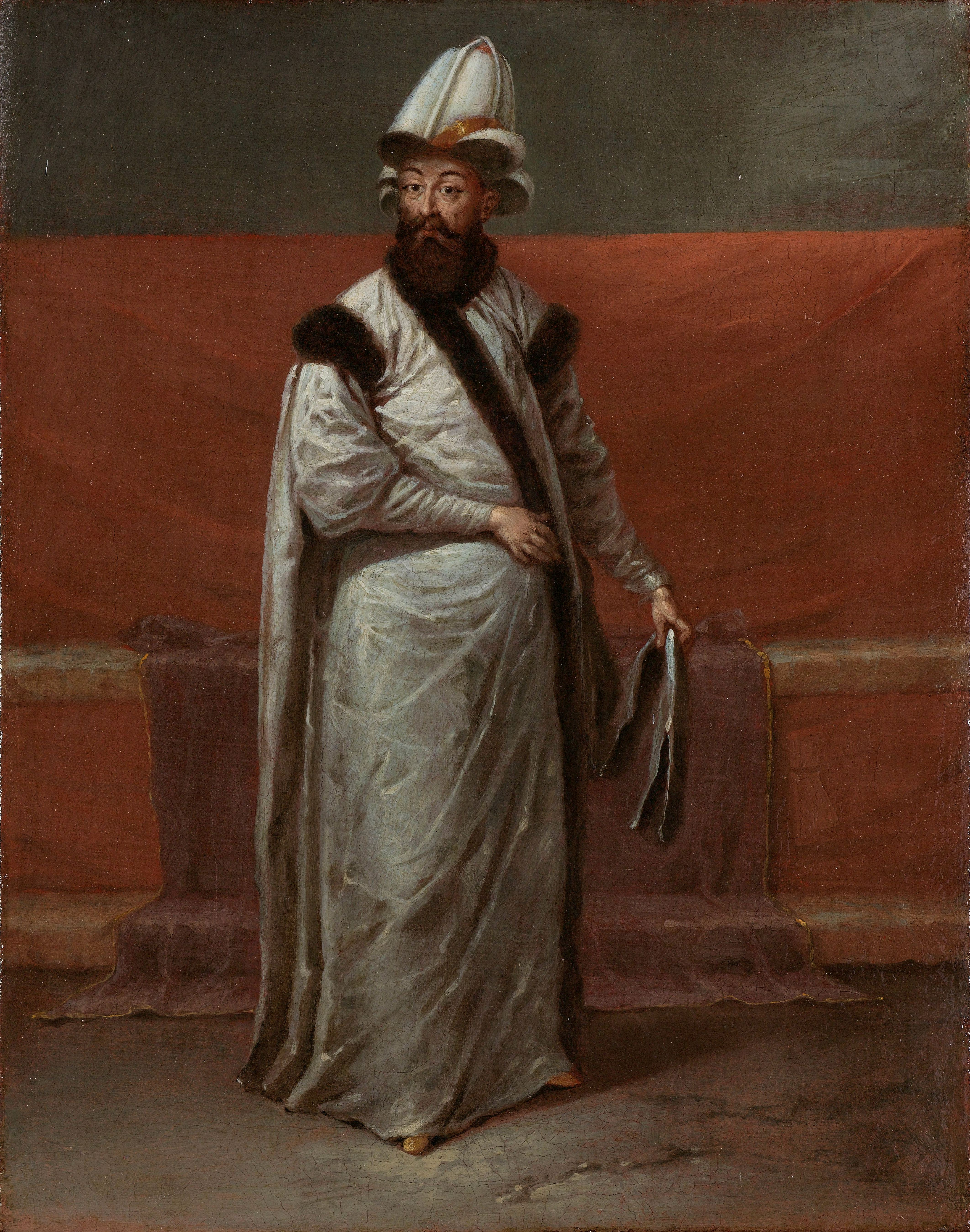
Ібрагім-паша

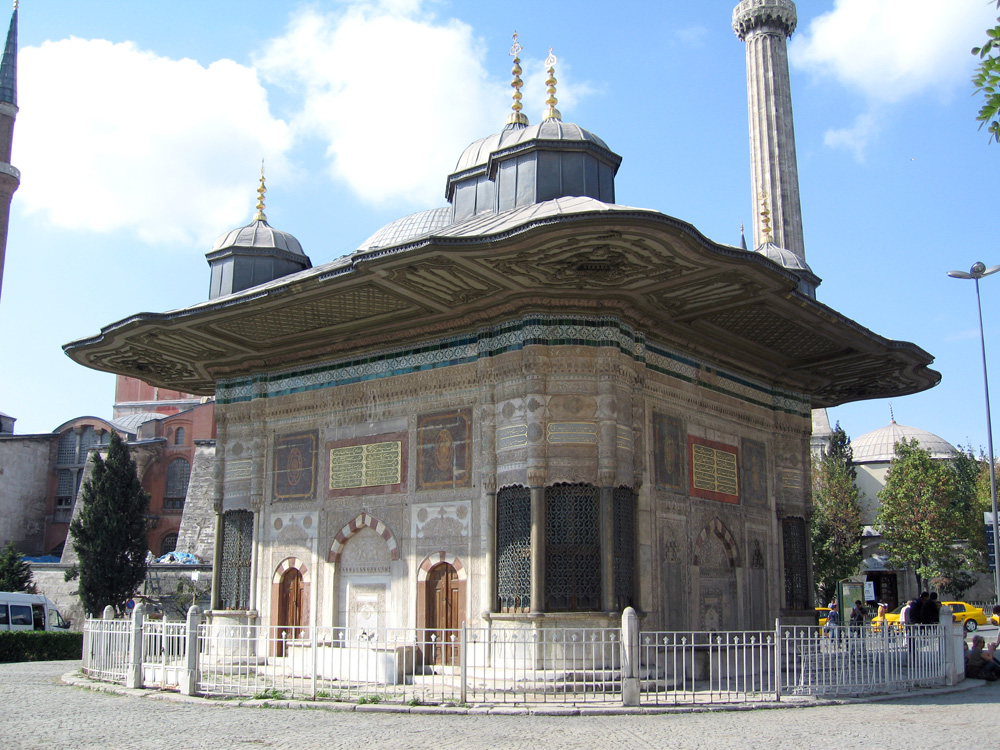
Фонтан Ахмеда III в Стамбулі

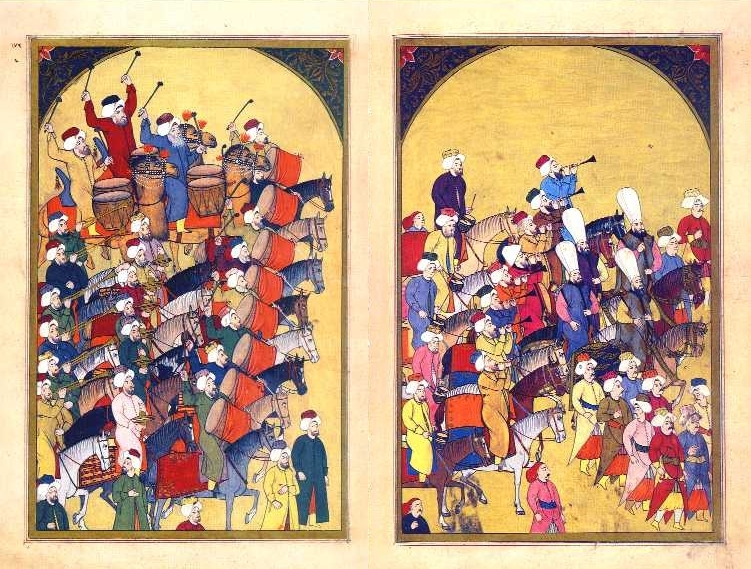
Процесія. Мініатюра Абдулджеліла Левні

Доба тюльпанів (тур. Lâle Devri, осман. لاله دورى) — період в історії Османської імперії, що загалом збігається з часом урядування великого візира Ібрагіма-паші. Назву отримав завдяки моді на розведення тюльпанів, що поширилася з легкої руки керівника уряду.
Ібрагім-паша розпочав свою діяльність із наведення ладу в державній скарбниці і скорочення витрат на чиновництво, небоєздатне військо та яничарів. Не шкодували грошей лише на нові бібліотеки та переклад турецькою мовою праць перських, арабських, європейських учених. За пропозицією великого візира до Франції вирушило велике османське посольство, якому доручили ретельно вивчити звичаї та внутрішній устрій цієї держави.
Коли звіт посланців зачитали в присутності султана Ахмеда III, Стамбул охопила мода на все французьке. В столиці та біля неї розпочалося будівництво численних палаців у стилі османського рококо — Саадабада, Гумаюнабада, Нешабада, Ферахабада. В палаці Топкапи була зведена будівля бібліотеки (1719), біля Святої Софії — фонтан Ахмеда III (1728). Найвидатнішою памятковою релігійної архітектури доби стала стамбульська мечеть Лалелі-Джамі.
Представники знаті змагалися один із одним, влаштовуючи урочисті прийняття, свята та розваги з феєрверками й ілюмінаціями. «Сміятися, веселитися, брати в світу все, чого бажаєш», — закликав співвітчизників поет і близький друг великого візира Ахмед Недім. Яскравий дух доби передавав в своїх мініатюрах найвидатніший османський художник того часу Абдулджеліл Левні.
Великий візир прагнув відкрити в Стамбулі друкарню, яка друкувала б книжки турецькою мовою. За справу взявся Ібрагім Мютеферіка — угорець, який потрапив в османський полон, прийняв іслам і відзначився на султанській дипломатичній службі. Переписувачі, занепокоєні тим, що можуть залишитися без роботи, вийшли на вулиці. На чолі ходи несли труну з письмовим приладдям. Але султан став на бік обох Ібрагімів, заборонивши друкувати лише релігійну літературу.
Ахмед III мріяв про розширення кордонів імперії. Йому вдалося відвоювати у венеційців Пелопоннес, але від австрійців він зазнав чергової прикрої поразки. Легкою жертвою султану здавалася Персія, яка на той час була майже зруйнована нападами афганських племен і війною з Росією. Османські війська рушили на схід і примусили шаха визнати себе васалом Ахмеда III. Але невдовзі проти загарбників спалахнуло повстання, на чолі якого став жорстокий, але талановитий полководець Надір. Турки були розгромлені, і цим скористалися супротивники Ахмеда III та Ібрагіма-паші.
Яничари і мусульманське духовенство підбурили до повстання мешканців Стамбула, незадоволених зростанням податків та непомірно розкішним, на їхнє переконання, життям панівної верхівки. Переляканий султан видав бунтівникам для розправи Ібрагіма-пашу, а потім і сам зрікся престолу на користь племінника Махмуда I.
Новий султан поклявся виконати вимоги повстанців, але згодом жорстоко розправився з ними. Більшість нововведень Ібрагіма-паші, однак, теж були скасовані. Палаци, що викликали ненависть простолюду, зруйнували.